# Cyril Radcliffe
Cyril John Radcliffe, I visconte Radcliffe (Llanychan, 30 marzo 1899 – Hampton Lucy, 1º aprile 1977), è stato un politico britannico.

## Biografia
Durante la seconda guerra mondiale fu direttore generale del Ministero dell'Informazione britannico. Nel 1947 fu presidente della Commissione dei confini tra Punjab e Bengala e successivamente fece parte di numerose altre commissioni coloniali ed economiche.
Amico fraterno di Calouste Gulbenkian, fu da lui indicato come amministratore della Fondazione a lui dedicata (Calouste Gulbenkian Foundation) dopo la morte del miliardario armeno.